# Polygala ovata
Polygala ovata är en jungfrulinsväxtart som beskrevs av Jean Louis Marie Poiret. Polygala ovata ingår i släktet jungfrulinssläktet, och familjen jungfrulinsväxter. Inga underarter finns listade i Catalogue of Life.